# Deoksuri 5hyeongje
Deoksuri 5hyeongje (덕수리 5형제?), noto anche con il titolo internazionale A Dynamite Family, è un film del 2014 scritto e diretto da Jeon Hyung-joon.

## Trama
Cinque ragazzi hanno dovuto iniziare controvoglia a considerarsi "fratelli" a vicenda, dopo che i loro genitori si sono uniti in seconde nozze; un evento imprevisto porta però il gruppo a capire cosa significhi realmente essere una famiglia.

## Distribuzione
In Corea del Sud la pellicola ha goduto di una distribuzione a livello nazionale a cura della Lotte Entertainment, a partire dal 4 dicembre 2014.